# Herbert al III-lea de Vermandois
Herbert al III-lea de Vermandois (n. 953–d. 1015) a fost conte de Vermandois.
Herbert a fost fiul contelui Adalbert I de Vermandois cu soția sa, Gerberga de Lorena.

## Familia
El a fost căsătorit cu Ermengarda de Bar (n. 946 – d. după 1035), cu care a avut următorii copii:
- Albert (Adalbert) (n. cca. 980–d. 1015)
- Landulf, episcop de Noyon
- Otto (n. cca. 1000–d. 1045)